# Nils von Kantzow

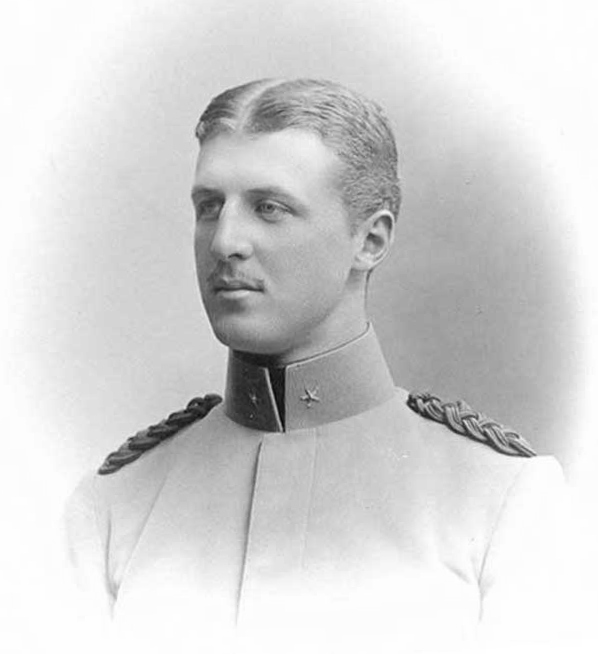
Nils von Kantzow (ca. 1908)

Nils Gustaf von Kantzow (* 30. August 1885 auf Schloss Karlberg in Solna; † 7. Februar 1967 in Mullsjö) war ein schwedischer Militär und Olympiasieger.
Nils von Kantzow war ein Sohn des Offiziers und Gymnastiklehrers an der Militärhochschule Karlberg Gustaf Ludvig von Kantzow (1849–1923) und dessen Ehefrau Emma Hilda Julia Sandin (1858–1940). Er entstammte einer alten pommerschen Familie. Sein Ururgroßvater Johann Albert Kantzow (1713–1805) war Mitte des 18. Jahrhunderts von Stralsund nach Stockholm übersiedelt.
Nils von Kantzow trat in militärische Dienste, erhielt den ersten Unterricht in Topografie von seinem Vater, machte sein Examen an der Militärhochschule 1903 und wurde Volontär bei den militärischen Ingenieurdiensten. 1905 wurde er Unterleutnant, 1908 Leutnant.
1908 nahm Nils von Kantzow an den Olympischen Sommerspielen in London teil und gewann als Mitglied der schwedischen Delegation die Goldmedaille im Mannschaftsturnen.
1910 heiratete Kantzow die Offizierstochter Carin Fock, 1912 wurde ihr Sohn Thomas († 1973) geboren. 1916 wurde Kantzow zum Kapitän befördert. 1922 ließ sich seine Ehefrau von ihm scheiden, um Hermann Göring zu heiraten. Nils von Kantzow unterstützte seine Frau weiterhin großzügig.
1926 wurde Nils von Kantzow zum Ritter des Schwertordens ernannt.